# Тойсі (Батиревський район)
То́йсі (рос. Тойси, чув. Тури Туçа) — село у складі Батиревського району Чувашії, Росія. Адміністративний центр Тойсинського сільського поселення.
Населення — 812 осіб (2010; 939 у 2002).
Національний склад:
- чуваші — 99 %